# Březová (Všelibice)
Březová (německy Brzowey) je malá vesnice, část obce Všelibice v okrese Liberec. Nachází se asi dva kilometry jihovýchodně od Všelibic. Březová leží v katastrálním území Březová u Všelibic o rozloze 2,65 km². V katastrálním území Březová u Všelibic leží i Podjestřábí.

## Historie
První písemná zmínka o vesnici pochází z roku 1547.